# Philonotis thwaitesii
Philonotis thwaitesii är en bladmossart som beskrevs av Mitten 1859. Philonotis thwaitesii ingår i släktet källmossor, och familjen Bartramiaceae. Inga underarter finns listade i Catalogue of Life.